# Ahaetulla fasciolata
Ahaetulla fasciolata är en ormart som beskrevs av Fischer 1885. Ahaetulla fasciolata ingår i släktet Ahaetulla och familjen snokar. IUCN kategoriserar arten globalt som livskraftig. Inga underarter finns listade i Catalogue of Life.
Arten förekommer på Malackahalvön, på Borneo, Sumatra och på flera mindre öar i regionen. Honor lägger inga ägg utan föder levande ungar.